# Обермасфельд-Гримменталь
Обермасфельд-Гримменталь (нем. Obermaßfeld-Grimmenthal) — община в Германии, в земле Тюрингия. 
Входит в состав района Шмалькальден-Майнинген. Подчиняется управлению Зальцбрюкке.  Население составляет 1248 человек (на 31 декабря 2010 года). Занимает площадь 5,59 км².

## Фотографии

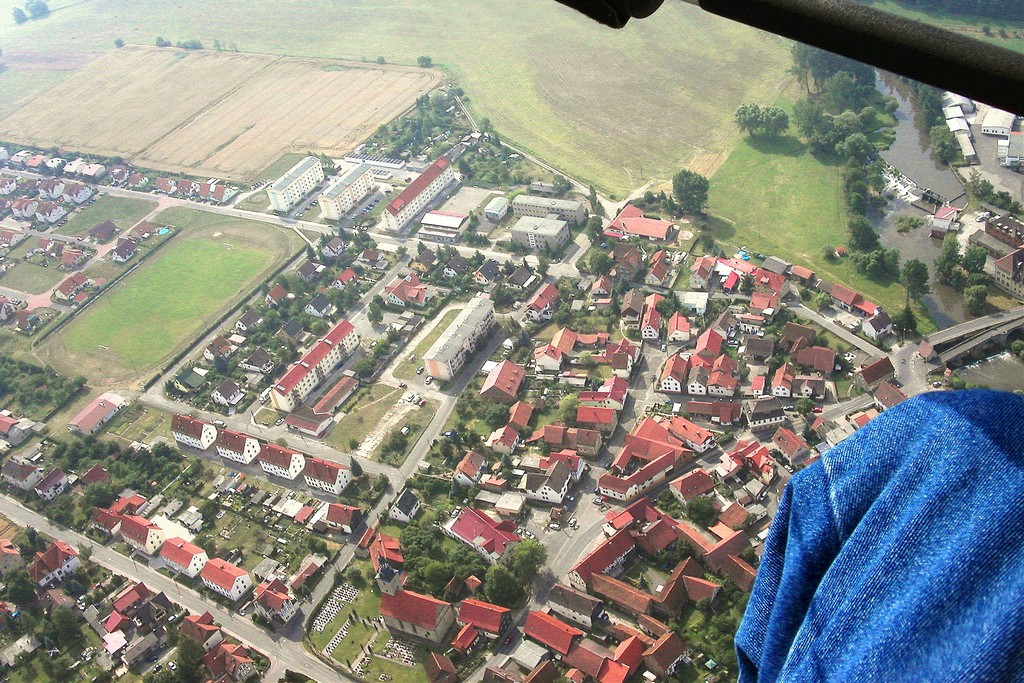
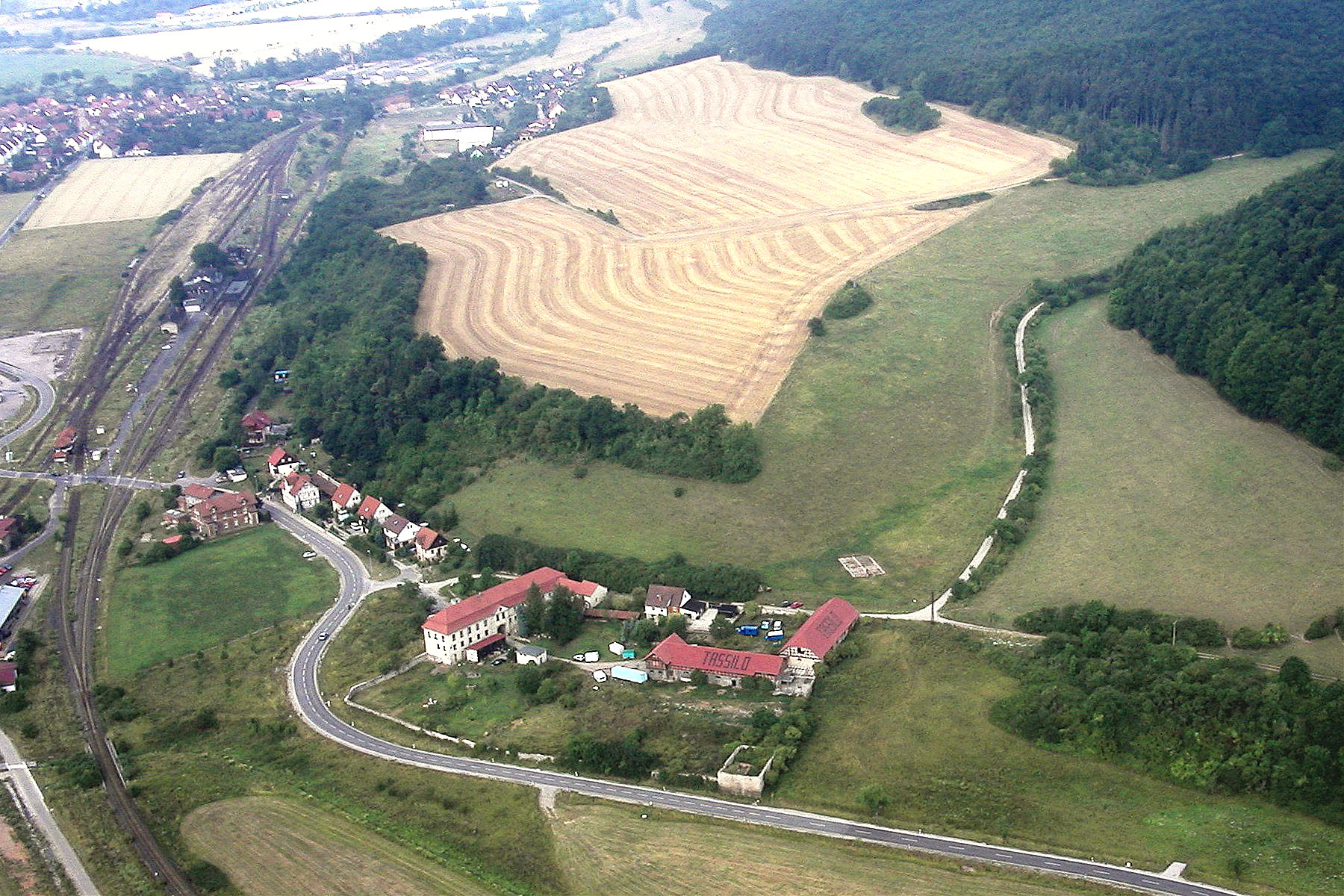
Вокзал
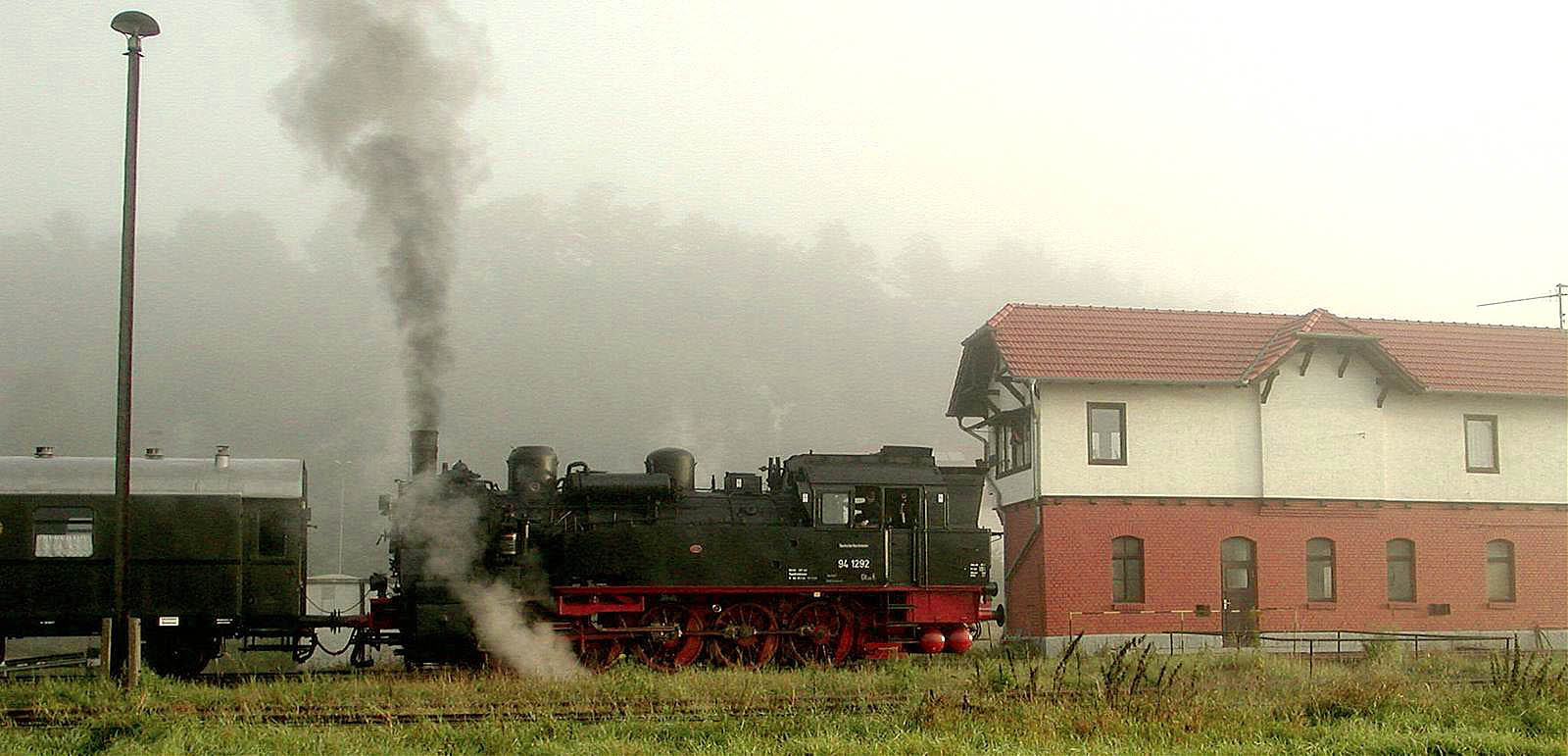
Вокзал